# Стадион Нилмо Едвардс
Стадион Нилмо Едвардс (шп. Estadio Nilmo Edwards) је вишенаменски стадион у граду Сејба, Хондурас.

## Преглед
Користи се углавном за фудбалске утакмице и домаћи је стадион Хондурашке националне лиге Викторије и Виде, као и за утакмице друголигаша Атлантида. Фудбалска репрезентација Хондураса користи стадион Сејбењо као свој домаћи стадион.
Стадион прима 18.000 људи.
Стадион се такође повремено је користи за музичке концерте.

## Реновирање
Стадион је реновиран 2008. године и имао је капацитет од 15.000 до 17.000 гледалаца, захваљујући Комитету Про Естадио Сејбењо којим управља ЈЦИ Јуниор чембер. Прва отакмица после реновација је била између репрезентација Хондураса и Еквадора која је завршена резултатом 1 : 1.